# Dammskog
Dammskog är en gammal fäbod i Leksands kommun, Leksands socken och Härads fjärding.
Dammskog ligger på skogen omkring 20 kilometer sydväst om Leksandsnoret. På platsen har påträffats slaggförekomst från primitiv järnframställning. Brandlager under odlingsterrasser i fäboden har C14-daterats till yngre vendeltid. Dateringarna är något osäkra, men mycket tyder på att platsen varit brukad mycket längre än vad man skulle kunna tro utifrån platsens läge.
I skattelängden från 1539 redovisas 6 skattebönder i Skog, som då var en sammanfattande benämning på byarna Dammskog, Skallskog, Brändskog och Norrskog. Ganska tidigt började man skilja mellan Norrskog som tillhörde Åsbygge fjärding och Sörskog i Härads fjärding. Sörskog delades senare upp i Brändskog, Skallskog och Dammskog. Senare har även ett Landskog funnits.
1606 fanns 5 hushåll i Söderskog, och i Troilius byalängd från 1628 anges 8 grannar i Söderskog. Mantalslängden 1668 anger 6 hushåll i Söderskog. Holstenssons karta från samma år har 5 hustecken markerade i Söderskog, men det är oklart exakt vilka lägen som åsyftas, byn verkar inte riktigt markerats på sitt rätta ställe. Den bofasta bebyggelsen i Dammskog verkar minska allteftersom, 1826 och 1834 flyttade tre bofasta från Skog till Lyckan, Västanvik respektive Karlsarvet.
Vid storskiftet fanns 6 fäbodstugor. Dessutom bodde här en kolare vid Limå bruk, gården var bofast fram till 1953. Fäboddriften i Dammskog upphörde 1934.
Leksandsscouterna har en stuga i Dammskog, tillgänglig för uthyrning.
Fäboden är klassificerad som ett Riksintresse för kulturmiljövård.